# École professionnelle Varia
L'école professionnelle Varia (finnois : Vantaan ammattiopisto Varia) est une école professionnelle à Vantaa en Finlande.

## Présentation
Le collège professionnel de Vantaa Varia est un établissement d'enseignement multidisciplinaire municipal, qui organise une formation professionnelle de base et des apprentissages sur cinq sites à Vantaa. 
Varia compte au total environ 3 800 étudiants, dont 2 700 jeunes et 1 100 adultes.
Son plus grand site est près de la gare de Hiekkaharju à Jokiniemi. 
Pekka Tauriainen est le recteur de l'école professionnelle.

## Sites de formation de Varia

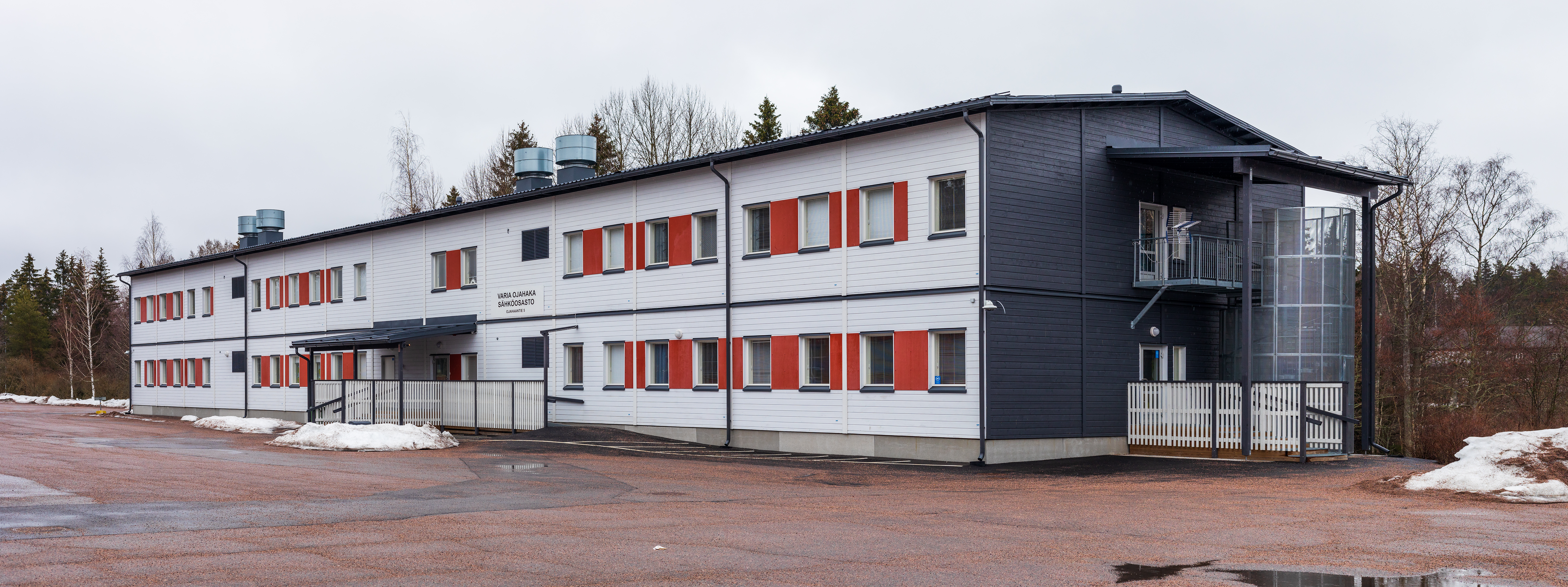
Campus de Varia à Myyrmäki.

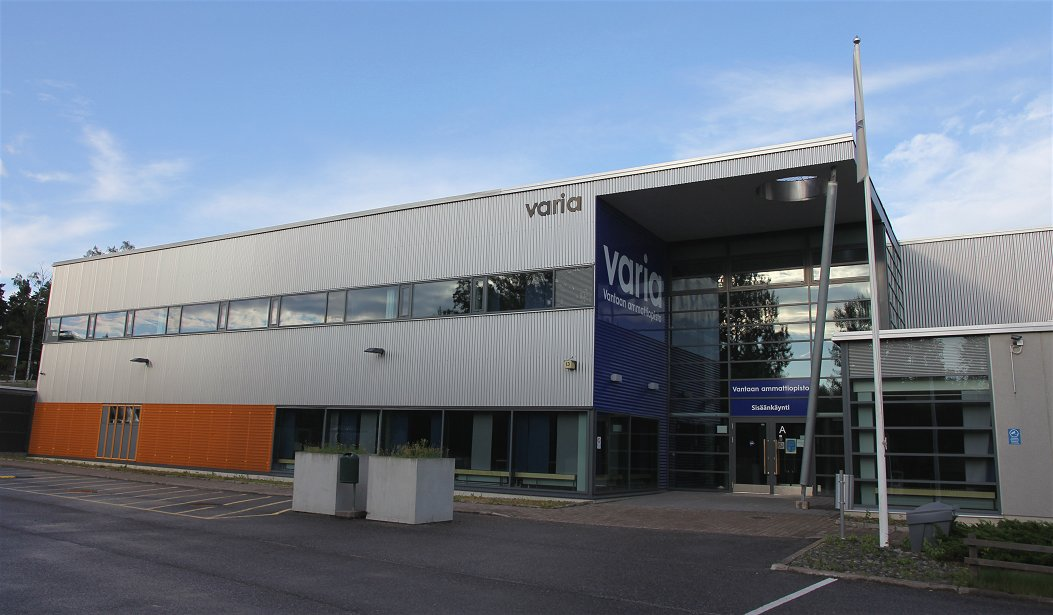
Campus de Varia à Veromies.

Les sites de formation de Varia sont: